# ريتشارد فاريل
ريتشارد فاريل (بالإنجليزية: Richard Farrell)‏ هو موسيقي وعازف بيانو وملحن نيوزلندي، ولد في 30 ديسمبر 1926، وتوفي في 27 مايو 1958 بسبب حادث مرور.